# Tiago Jorge Oliveira Lopes
Tiago Jorge Oliveira Lopes oder kurz Tiago Lopes (* 4. Januar 1989 in Porto) ist ein portugiesischer Fußballspieler.

## Karriere
Tiago Lopes durchlief die Nachwuchsabteilungen SC Coimbrões, Padroense FC und Candal, ehe er 2008 beim italienischen Verein SC Vallée d’Aoste seine Profikarriere startete. Nach zwei Spielzeiten für die Italiener kehrte Tiago Lopes mit 2010 nach Portugal zurück und begann für den SC Espinho zu spielen. Anschließend spielte er für immer jeweils eine Spielzeit für die Vereine CD Tondela, CD Trofense und SC Covilhã.
Im Januar 2014 setzte er mit seinem Wechsel zum rumänischen Verein CFR Cluj seine Karriere erneut im Ausland fort. Hier etablierte er sich schnell als Stammspieler. In der Saison 2015/16 wurde er mit Cluj rumänische Pokalsieger.
Zur Spielzeit 2017/18 wurde Lopes vom türkischen Erstligisten Kayserispor verpflichtet.
Nach zwei Jahren als Stammspieler wechselte Lopes zusammen mit seinem Mitspieler Cristian Săpunaru zum ägäischen Verein Denizlispor. Seit März 2021 ist er vereinslos.

## Erfolge
Mit CFR Cluj
- Rumänische Pokalsieger: 2015/16